# 미분과 경제 문제
01. 이윤과 생산량
제품을 생산하는 데 투입되는 모든 인적, 물적 자원을 생산요소라고 한다. 각 생산요소들을 얼마나 투입했느냐에 따라 상품의 생산량이 정해지게 된다. 어떤 기업의 생산함수는 자본의 양 K와 노동량 L에 따라서 결정되는 함수이지만 투입되는 자본의 양 K를 하나의 값으로 고정시키면, 노동량 L에 따라서 생산량이 변하는 생산함수 Q = Q(L)로 가정할 수 있다. 이 경우 평균생산량(AP,average product)은 총생산량을 투입된 생산요소 L로 나눈 것으로 정의한다.
한계생산량(MP, marginal product)은 경제학에서 L을 한 단위 늘려나갈 때 생산되는 물건이나 서비스의 증가량으로 정의한다. 
일반적으로 기업은 이윤을 목표로 물건을 생산하고 판매한다. 기업의 생산한 제품을 판매하여 벌어들인 금액을 총수입(TR,total revenue)이라고 하고, 기업이 생산요소를 구입하는데 지출하는 금액을 총비용(C, total cost)이라고 한다. 기업은 수입 중에서 비용을 충당하고 남은 부분을 갖게 되므로, 총수입에서 총비용을 뺀 금액을 이윤이라고 한다. 따라서 기업은 최대의 이윤을 얻기 위한 생산량을 선택하게 되며, 이 절에서는 최적생산량을 이윤을 극대화하는 생산량으로 정의한다.
02.탄력성
수요의 법칙에 의하면 소비자들은 상품의 가격이 하락하면 구매량을 늘리려고 하고, 반대로 가격이 상승하면 구매량을 줄이려고 한다. 경제학자들은 이처럼 가격의 변화에 대해 수요량이 얼마나 변하는지 파악하기 위해 탄력성을 사용한다. 예를 들어 수요의 가격 탄력성은 가격이 변화할 때 상품에 대한 수요량이 얼마나 변화하는지를 나타낸다. 즉, 수요량의 변화율을 가격의 변화율로 나눈 것이다. 그런데 수요의 법칙은 가격이 오르면 수요량이 감소하기 때문에 수요의 가격 탄력성은 음이 된다. 그러나 음수보다는 양수가 다루기 편하므로 수요의 가격 탄력성을 양의 값으로 만들기 위해 여기서는 원래의 정의에 (-)부호를 붙인 것으로 정의하기로 한다. 
또한 x의 변화율에 비해 y의 변화율이 클수록 탄력성이 크다고 하며, x의 변화율에 비해 y의 변화율이 작을수록 탄력성이 작다고 한다. 특히 탄력성은 1을 기준으로 이 값보다 큰 경우를 탄력적이라고 하며, 작은 경우를 비탄력적이라고 한다. 
특정 상품에 대한 수요의 가격 탄력성 크기가 중요한 이유 중 하나는, 한 상품의 가격에 변동이 있을 때 탄력성이 소비자에게는 해당 상품에 대한 지출액, 그리고 판매자에게는 총수입의 변화를 결정하는 요인이 되기 때문이다. 판매자의 총수입과 탄력성과의 관계를 살펴보자. 판매자의 총수입(TR,total revenue)은 가격에 판매량을 곱한 것으로 정의한다.
일반적으로 수요곡선은 우하향하는 형태이므로 판매자가 상품의 가격을 인하하면 판매량은 증가하지만 총수입의 증감여부는 분명하지 않다. 수요의 가격 탄력성이 탄력적인 경우에는 가격이 1% 하락하면 판매량은 1% 미만으로 증가하기 때문에 총수입은 감소한다. 가격이 매우 높은 수준에서 가격을 낮추어 가면 아래 그림처럼 처음에는 판매자의 총수입이 증가하다가 수요의 가격 탄력성이 1인 점에서 극대가 되고, 그 이후에 총수입은 점차 감소한다.
광주시교육청 경제교과서(2015 교육과정)